# Gabriella Hirsemann
Gabriella Hirsemann es una deportista alemana que compitió para la RFA en triatlón. Ganó una medalla de bronce en el Campeonato Europeo de Triatlón de Larga Distancia de 1985.

## Palmarés internacional
| Campeonato Europeo | Campeonato Europeo    | Campeonato Europeo | Campeonato Europeo |
| Año                | Lugar                 | Medalla            | Prueba             |
| ------------------ | --------------------- | ------------------ | ------------------ |
| 1985               | Almere (Países Bajos) | Medalla de bronce  | Individual         |